# Подольский, Анатолий Ефимович
Анатолий Ефимович Подольский (род. в 1968 году, Киев) — украинский учёный, педагог, кандидат исторических наук, крупнейший на Украине специалист по исследованию Холокоста. Директор Украинского центра изучения истории Холокоста, старший научный сотрудник Института политических и этнонациональных исследований им. И. Ф. Кураса НАН Украины. Автор пособий по теме Холокоста для преподавателей украинских школ, ведущий различных учебных семинаров по истории геноцида еврейского народа на Украине. Член Генерального совета ЕАЕК. Выступает официальным оппонентом на защитах диссертаций по теме Холокоста.

## Биография
Анатолий Ефимович Подольский родился в 1968 году в Киеве. С 1989 года начал преподавать. После службы в армии в 1993 году окончил с отличием Киевский педагогический институт. Со студенческих лет интересовался Холокостом, впоследствии узнал, что его бабушка и две тёти по линии отца погибли в Бабьем Яру. В том же 1993 году поступил на работу научным сотрудником отдела еврейской истории и культуры Института политических и этнонациональных исследований НАН Украины. В 1996 году защитил кандидатскую диссертацию на тему «Нацистский геноцид относительно евреев Украины 1941—1944».
В 2002 году с рядом учёных создал общественную научно-образовательную организацию «Украинский центр изучения истории Холокоста», целью которой является сохранение памяти о судьбе евреев Украины, исследование этой проблематики и преподавание истории Шоа на Украине, а также издание книг на тему Холокоста.
22 января 2014 года в Кракове во время Международной научной конференции «Места массовых убийств — исследования и увековечение памяти» Анатолий Подольский подписал Меморандум о сотрудничестве между Центрами исследований Холокоста Польши и Украины.
Организатор Всеукраинского конкурса школьных работ «История и уроки Холокоста».

## Публикации
Автор более 70 публикаций, среди них:
- А. Подольский. Украинские учителя в Яд ва-Шем. — 2007.
- А. Подольский. Украинское общество и память о Холокосте: попытка анализа некоторых аспектов.
- А. Подольский. Украинское общество и память о Холокосте: попытки анализа некоторых аспектов.

## Участие в конференциях
Участник многих международных конференций и семинаров на Украине, России, Израиле, Великобритании, Польше, Беларуси, Германии, Молдове, США. Среди них:
- 28 июня по 30 июня 2009 года — международный семинар по программе ЕАЕК «Толерантность — Уроки Холокоста» (Киеве)[4]
- 29 октября — 3 ноября 2002 года — Евро-Азиатский еврейский конгресс при содействии Украинского центра изучения истории Холокоста провел два научно-методических семинара по истории Холокоста для учителей истории армянских и грузинских школ (Ереван, Тбилиси)[13]
- 11 по 14 декабря 2010 года — Международный семинар по программе Евроазиатского еврейского конгресса «Толерантность — Уроки Холокоста» (Вадул-луй-Водэ, Молдова)[10]